# Stefan Gimpl
Stefan Gimpl, né le 31 octobre 1979, est un snowboardeur autrichien spécialisé dans le big air. Au cours de sa carrière, il fut médaillée de bronze en big air en 2009 à Gangwon (Corée du Sud) derrière le Finlandais Markku Koski et le Belge Seppe Smits (lors des mondiaux 2007, il avait pris la 18e place), en coupe du monde il a connu quatorze podiums en big air dont neuf victoires : à Klagenfurt (Autriche) en janvier 2006, à Sofia (Bulgarie) en décembre 2007, à Graz (Autriche) en janvier 2008, à Moscou (Russie) en février 2008, à Stoneham (Canada) en février 2009, à Moscou en mars 2009, à Londres en octobre 2009, à Barcelone et Stockholm en novembre 2009.

## Palmarès

### Championnats du monde
- Championnats du monde 2009 à Gangwon (Corée du Sud):
  -  Médaille de bronze en big air.

### Coupe du monde
- 4 petits globe de cristal :
  - Vainqueur du classement du big air : 2006, 2008, 2009 et  2010.
- 17 podiums dont 9 victoires (tous en big air).